# 滑腹龙蜥
滑腹龙蜥（学名：Diploderma laeviventre）旧称滑腹攀蜥，一种生活在中华人民共和国西藏自治区东部和云南省西北部横断山脉地区的蜥蜴，隶属于鬣蜥科（飞蜥科）龙蜥属。
最初发表时被归属旧的攀蜥属（Japalura）。后因为攀蜥属（Japalura）分类经过调整后，改至龙蜥属（Diploderma），其中文名因而改为“滑腹龙蜥”。2020年部分中国学者建议将 Japalura 的中文名改为“龍蜥屬”，而将 Diploderma 的中文属名改名为“攀蜥屬”。故本种在有些资料中又被称为“滑腹攀蜥”。然而也有学者反对这种不必要的中文名变更，建议维持物种中文名的稳定性。在中国科学院昆明动物研究所研究人员主编的《中国两栖、爬行动物分类变动汇总》中也未接收该建议，仍将 Diploderma 称为“龙蜥属”。
本种的主要鉴别特征是其腹部鳞片光滑无棱，背鬣鳞数量较多，头部密布黑色麻点。